# Prueba de Lilliefors
En estadística , la prueba de Lilliefors es una prueba de normalidad basada en la prueba de Kolmogórov-Smirnov. Se utiliza para probar la hipótesis nula de que los datos provienen de una población con distribución normal , cuando la hipótesis nula no especifica qué distribución normal; es decir, no especifica el valor esperado y la varianza de la distribución. Lleva el nombre de Hubert Lilliefors , profesor de estadística en la Universidad George Washington .

## La prueba
La prueba procede de la siguiente manera:
Primero estime la media de la población y la varianza de la población con base en los datos.
Luego encuentre la discrepancia máxima entre la función de distribución empírica y la función de distribución acumulativa (FDC) de la distribución normal con la media estimada y la varianza estimada. Al igual que en la prueba de Kolmogórov-Smirnov, esta será la estadística de prueba.
Finalmente, evalúe si la discrepancia máxima es lo suficientemente grande como para ser estadísticamente significativa , lo que requiere el rechazo de la hipótesis nula. Aquí es donde esta prueba se vuelve más complicada que la prueba de Kolmogórov-Smirnov. Debido a que la hipotética FDC se ha movido más cerca de los datos mediante una estimación basada en esos datos, la discrepancia máxima se ha hecho más pequeña de lo que hubiera sido si la hipótesis nula hubiera destacado solo una distribución normal. Por lo tanto, la "distribución nula" del estadístico de prueba, es decir, su distribución de probabilidad suponiendo que la hipótesis nula es cierta, es estocásticamente más pequeña que la distribución de Kolmogórov-Smirnov. Esta es la distribución de Lilliefors.. Hasta la fecha, las tablas para esta distribución se han calculado solo mediante los métodos de Monte Carlo.